# Sunflower (Mississippi)
Sunflower é uma cidade  localizada no estado americano de Mississippi, no Condado de Sunflower.

## Demografia
Segundo o censo americano de 2000, a sua população era de 696 habitantes.
Em 2006, foi estimada uma população de 638, um decréscimo de 58 (-8.3%).

## Geografia
De acordo com o United States Census Bureau tem uma área de
1,0 km², dos quais 1,0 km² cobertos por terra e 0,0 km² cobertos por água. Sunflower localiza-se a aproximadamente 36 m acima do nível do mar.

## Localidades na vizinhança
O diagrama seguinte representa as localidades num raio de 24 km ao redor de Sunflower.